# Pauli Murray
Pauli Murray (ur. 20 listopada 1910, zm. 1 lipca 1985 w Pittsburghu) – amerykańska duchowna, działaczka społeczna i poetka. Pierwsza kobieta-duchowna Kościoła Episkopalnego.

## Życiorys
Urodziła się jako Annie Pauline Murray 20 listopada 1910. Była córką Williama Murraya i Agnes Murray. Była wychowywana przez ciotkę Pauline Fitzgerald, nauczycielkę w szkole podstawowej, i dziadków, Roberta and Cornelię Fitzgeraldów w Durham. W 1926 ukończyła Hillside High School. Następnie wyjechała do Nowego Jorku, gdzie w 1933 ukończyła Hunter College. W 1938 próbowała się dostać na uniwersytet stanowy w Karolinie Północnej, ale ze względów rasowych nie została przyjęta. W 1940 została uwięziona w Wirginii za odmowę zajęcia miejsca w tyle autobusu, przeznaczonego dla czarnoskórych pasażerów. W 1943 opublikowała w „Common Sense” antyrasistowski artykuł Negroes Are Fed Up. W 1944 ukończyła studia na Uniwersytecie Howarda. Następnie złożyła papiery do Harvard Law School, ale nie została przyjęta z uwagi na płeć. Dyplom uzyskała na University of California Boalt School of Law. W 1956 opublikowała biografię swoich dziadków Proud Shoes: The Story of an American Family. W 1970 wydała jedyny tomik poetycki, Dark Testament and Other Poems. W 1976 rozpoczęła studia na General Theological Seminary. W 1977 została pierwszą kobietą-duchowną Kościoła Episkopalnego.
Zmarła na raka w Pittsburghu 1 lipca 1985. W 1987 ukazała się jej autobiografia Song in a Weary Throat: An American Pilgrimage.
W 2024 roku System Rezerwy Federalnej wyemitował dwie upamiętniające ją ćwierćdolarowe monety: srebrną monetę kolekcjonerską oraz towarzyszącą jej monetę okolicznościową.